# Fergal mac Anmcaid
Fergal mac Anmchada (mort en 802) est roi d'Osraige dans l'actuel comté de Kilkenny. Il est issu de la dynastie qui règne sur l'Osraige depuis le début de l'ère chrétienne en Irlande connue sous le nom de Dál Birn et le fils d'Anmchad mac Con Cherca (mort vers 761), un précédent monarque,.

## Contexte
Le royaume d'Osraige est plongé dans la guerre civile après la mort de son père Anmchad. Les annales notent le conflit interne en 769/770 et 784. La date exacte de son accession au trône est inconnue. La liste de rois du Livre de Leinster mentionne comme roi entre la mort de Fáelán mac Forbasaig († 786) et le règne de Fergal un certain Maolduin mac Cumascaich, qui n'est pas attesté par les annales. Fergal est crédité d'un règne de cinq années dans cette liste et il semble avoir régné jusqu'au moins en 797. Avec la montée sur le trône de Fergal, en Osraige commence une période de stabilité et de succession directe de père en fils ou de frère en frère qui perdure pendant le IXe siècle.
Les annales ne mentionnent aucune autre information sur Fergal sauf l'obit de sa mort en 802. Son fils son Dúngal mac Fergaile († 842) sera également roi d'Osraige et le grand-père du puissant roi d' Osraige Cerball mac Dúnlainge († 888)

## Sources
- (en) Gearóid Mac Niocaill, Ireland before Vikings, Dublin, Gill & Macmillan, 1972, p. 129 Rulers of Osraige 693-802
- (en) Bart Jaski, Genealogical tables of medieval Irish royal dynasties, Dublin, Four Courts Press, 2013 (ISBN 9781846824265), p. 126 Tableau-47 Osraige a.6th-8th c.